# أليسون هارجريفز
أليسون هارجريفز (بالإنجليزية: Alison Hargreaves)‏ هي متسلقة جبال بريطانية، ولدت في 17 فبراير 1962 في Mickleover ‏ في المملكة المتحدة، وتوفيت في 13 أغسطس 1995 في جبل كي 2 في باكستان.